# لقمان حكيم شمس الدين
لقمان حكيم شمس الدين (مواليد 5 مارس 2002) هو لاعب كرة قدم ماليزي يلعب كمهاجم في نادي كورتريك.

## روابط خارجية
- لقمان حكيم شمس الدين على موقع رابطة كرة القدم اليابانية للمحترفين (اليابانية)
- لقمان حكيم شمس الدين على موقع قاعدة بيانات كرة القدم.إي يو (الإنجليزية)
- لقمان حكيم شمس الدين على موقع ناشيونال فوتبول تيمز (الإنجليزية)
- لقمان حكيم شمس الدين على موقع Soccerway.com (الإنجليزية)
- لقمان حكيم شمس الدين على موقع عالم كرة القدم.نت (الإنجليزية)